# Lotte Cohn
Pour les articles homonymes, voir Cohn.
Lotte Cohn (1893-1983) est une architecte israélienne et allemande, pionnière dans le développement de l'architecture israélienne.

## Biographie
Recha Charlotte Cohn naît le 20 août 1893 à Charlottenburg, Berlin dans une famille sioniste. En 1912, elle s'est inscrit à l'Université technique de Berlin ; elle sort diplômée de la faculté d'architecture en 1916. Elle est la troisième femme à atteindre ce niveau d'études en architecture. En 1921, Lotte Cohn s'installe à Jérusalem, avec ses sœurs. Elle travaille dans le bureau de l'architecte Richard Kauffmann. Une grande partie du travail de Lotte Cohn au cours de cette période se concentre sur le développement d'un style architectural typiquement israélien, notamment dans des kibboutz,.
En 1929, elle quitte le bureau de Richard Kauffmann pour fonder sa propre entreprise, dans laquelle elle exercera jusqu'à sa retraite en 1968.
Lotte Cohn décède à Tel Aviv le 7 avril 1983.

## Galerie

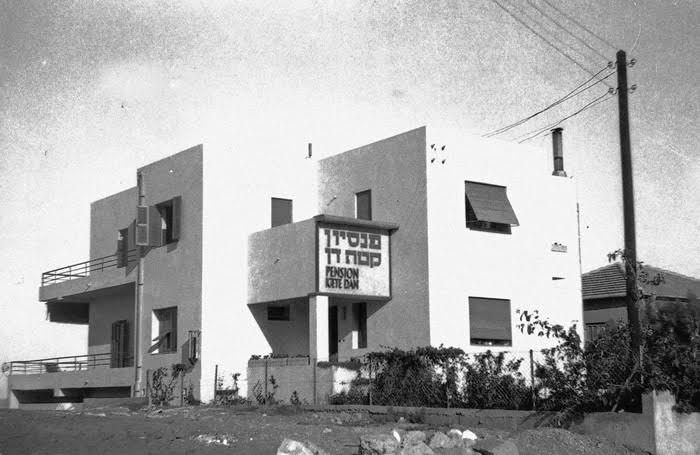
Le Kaete Dan Hotel à Tel Aviv est le premier grand projet de Lotte Cohn (photographié en 1932)
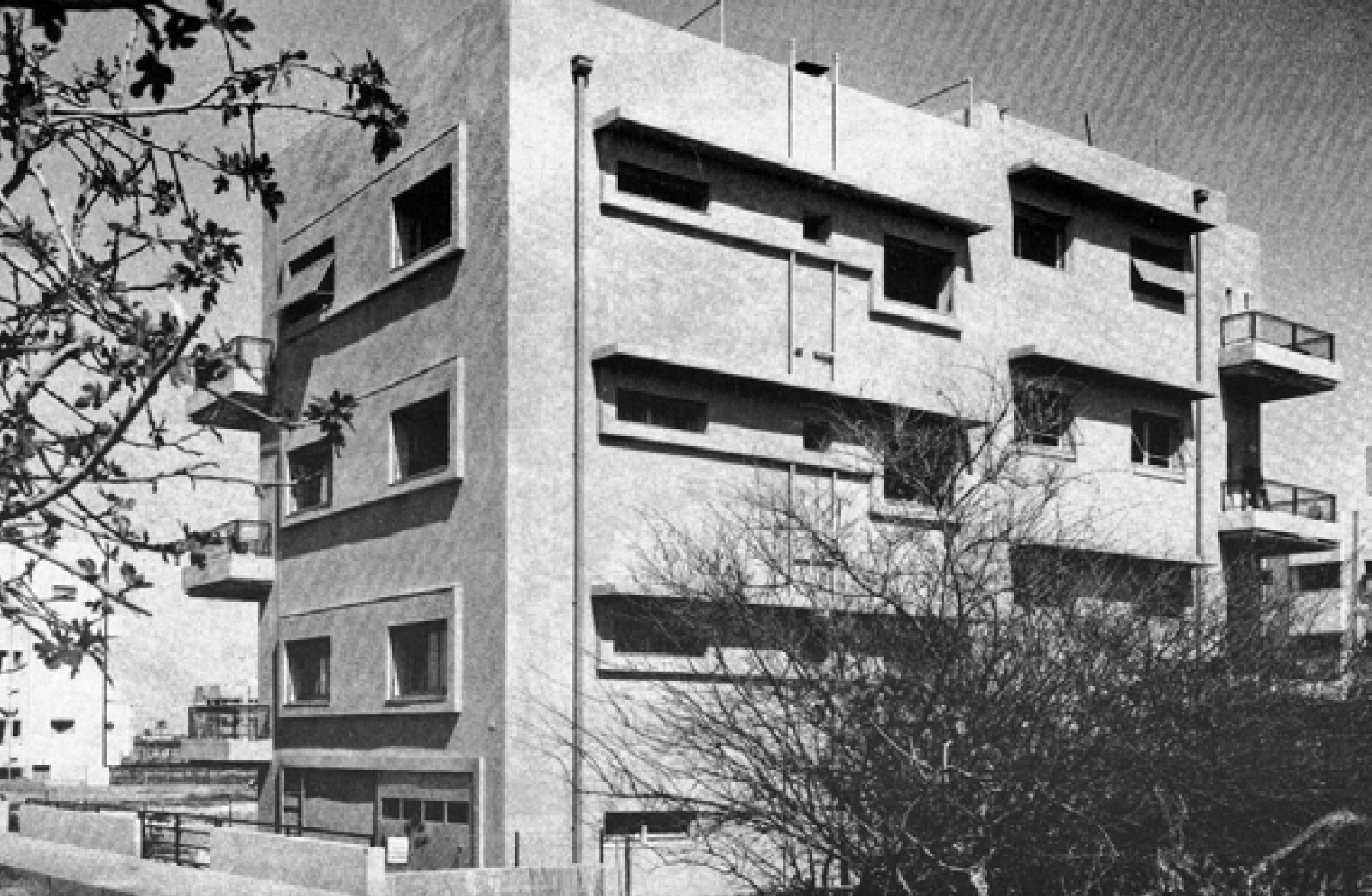
Immeuble résidentiel à Tel Aviv (1936)